# Canarium pimela
Canarium pimela är en tvåhjärtbladig växtart som beskrevs av Claus Ludwigshafen Konig. Canarium pimela ingår i släktet Canarium och familjen Burseraceae. Inga underarter finns listade i Catalogue of Life.